# اندیس آنتیموان چاه بریش
آنتیموان چاه بریش یک اندیس فلزی است که در حوالی شهر رندان استان سیستان و بلوچستان قرار دارد و مادهٔ معدنی موجود در آن، آنتیموان است.سنگ میزبان این اندیس کالر ملانژ است و دیرینگی آن به دوران کرتاسه بالایی می‌رسد. 